# Serie Mundial de 2002
La Serie Mundial de 2002 enfrentó a los Anaheim Angels, campeones de la Liga Americana, con los San Francisco Giants, campeones de la Liga Nacional, ganando los Angels la Serie cuatro juegos a tres, para ganar así la primera Serie Mundial en la historia de la franquicia.

## Resumen
AL Anaheim Angels (4) vs NL San Francisco Giants (3)
| Juego | Marcador                                       | Fecha         | Lugar                                 | Público |
| ----- | ---------------------------------------------- | ------------- | ------------------------------------- | ------- |
| 1     | San Francisco Giants - 4, Anaheim Angels - 3   | 19 de octubre | Edison International Field of Anaheim | 44,603  |
| 2     | San Francisco Giants - 10, Anaheim Angels - 11 | 20 de octubre | Edison International Field of Anaheim | 44,584  |
| 3     | Anaheim Angels - 10, San Francisco Giants - 4  | 22 de octubre | Pacific Bell Park                     | 42,707  |
| 4     | Anaheim Angels - 3, San Francisco Giants - 4   | 23 de octubre | Pacific Bell Park                     | 42,703  |
| 5     | Anaheim Angels - 4, San Francisco Giants - 16  | 24 de octubre | Pacific Bell Park                     | 42,713  |
| 6     | San Francisco Giants - 5, Anaheim Angels - 6   | 26 de octubre | Edison International Field of Anaheim | 44,506  |
| 7     | San Francisco Giants - 1, Anaheim Angels - 4   | 27 de octubre | Edison International Field of Anaheim | 44,598  |

|                                                        |
| Campeón de las Grandes Ligas Anaheim Angels 1.º título |